# Cisilia
Cisilia Ismailova (født 19. december 1998), bedst kendt som Cisilia, er en dansk sanger fra København. 
Hun fik sit gennembrud i 2014 med singlerne "Ring den alarm" og "Vi to datid nu" fra albummet Unge øjne (2015). Ved Danish Music Awards 2015 blev hun den yngste vinder nogensinde (i en alder af 16 år), da hun vandt i kategorierne Årets danske hit ("Vi to datid nu") og Årets nye danske navn. "Vi to datid nu" var den niende mest spillede sang samlet set på P3 og P4 i 2015, samt den fjerde mest spillede danske sang i dansk radio i 2015.
Cislia er vokset op på Amager, og har rødder i Makedonien og Marokko.

## Diskografi

### Album
| År   | Album     | Højeste placering | Certificering |
| År   | Album     | Danmark           | Certificering |
| ---- | --------- | ----------------- | ------------- |
| 2015 | Unge øjne | 1                 | - Guld        |

### Singler
| År                                                               | Single                                    | Højeste placering | Certificering | Album     |
| År                                                               | Single                                    | Danmark           | Certificering | Album     |
| ---------------------------------------------------------------- | ----------------------------------------- | ----------------- | ------------- | --------- |
| 2014                                                             | "Ring den alarm"                          | 25                |               | Unge øjne |
| 2014                                                             | "Vi to datid nu"                          | 4                 | - 2× Platin   | Unge øjne |
| 2015                                                             | "Luftballon"                              | 21                | - Guld        | Unge øjne |
| 2016                                                             | "Wild Child" (Kongsted featuring Cisilia) | 14                | - Guld        |           |
| 2016                                                             | "Samurai"                                 | —                 |               |           |
| "—" markerer en udgivelse der ikke opnåede en hitlisteplacering. |                                           |                   |               |           |

## Priser
- Årets danske hit: Vi to datid nu (DMA '15)[4]
- Årets nye navn (DMA '15)[4]